# Boran Bego
Boran Bego, poznat i kao Kubala (Split, 18. listopada 1938. – Split, 30. kolovoza 2006.), hrvatski nogometaš, jedan od trojice braće Bego. Igrao je za nekoliko nogometnih klubova, uključujući Hajduk, Varteks i Jadran iz Kaštel Sučurca (sezona 1963./64.). U juniorskim danima sudjelovao je na Kvarnerskoj rivijeri.
Za Hajduk je Kubala nastupio u tri prijateljske utakmice. Nakon toga odlazi u Varaždin gdje ostaje jednu sezonu, završetkom koje vraća se u Split.
Prema njegovu bratu Ivi bio je najtalentiraniji među njima.

## Nogometna karijera
Statistika u Hajduku
| Natjecanje        | Nastupi | Zgoditci |
| ----------------- | ------- | -------- |
| Prvenstvo         | 0       | 0        |
| Kup               | 0       | 0        |
| Superkup          | 0       | 0        |
| Međunarodne       | 0       | 0        |
| Splitski podsavez | 0       | 0        |
| Ukupno            | 0       | 0        |
| Prijateljske      | 3       | 0        |
| Sveukupno         | 3       | 0        |

## Osobni život
Nadimak »Kubala« dobio je od Hajdukove legende Bernarda Vukasa Bajde kojemu je on sličio na mađarskoga nogometaša Ladislava Kubalu. Bio je oženjen suprugom Anom i otac jedne kćeri. 
Preminuo je krajem kolovoza 2006. i pokopan je na splitskome groblju Lovrinac.